# Handbal Club Don Bosco Gand
Maillots
Actualités
Le Handbal Club Don Bosco Gent, abrégé HC DB Gent, est un club belge de handball situé a Gand, chef lieu de la Province de Flandre-Orientale.
Porteur du matricule 182, le club comporte une équipe masculine évoluant en Division 1 et une équipe féminine évoluant quant à elle en Division 2
Le HC DB Gent est affilié à la VHV.

## Histoire
Le Handbal Club Don Bosco Gent fut fondé en 1975, et reçoit le matricule 182.
Le club ne joua qu'une saison en première division nationale, à savoir durant la saison 1996/1997. Depuis lors le HC DB Gent joue en deuxième division national.

## Rivalité
En homme, le HKW Waasmunster est un des plus gros clubs du HC DB Gent, du fait que ce sont les meilleurs clubs de la Flandre-Orientale, de plus c'est club qui évolue dans la même division à savoir la deuxième division national.

## Bilan saison par saison

### Masculin
| Saison    | Niveau | Championnat | Rang                        | Coupe de Belgique           |
| --------- | ------ | ----------- | --------------------------- | --------------------------- |
| 1994-1995 | 2      | Division 2  | ?e                          | -                           |
| 1995-1996 | 2      | Division 2  | 2e                          | -                           |
| 1996-1997 | 2      | Division 1  | 10e                         | -                           |
| 1997-1998 | 2      | Division 2  | ?e                          | -                           |
| 1998-1999 | 2      | Division 2  | 3e                          | -                           |
| 1999-2000 | 2      | Division 2  | 5e                          | -                           |
| 2000-2001 | 2      | Division 2  | ?e                          | -                           |
| 2001-2002 | 2      | Division 2  | ?e                          | -                           |
| 2002-2003 | 2      | Division 2  | 8e                          | -                           |
| 2003-2004 | 2      | Division 2  | 10e                         | -                           |
| 2004-2005 | 2      | Division 2  | 8e                          | -                           |
| 2005-2006 | 2      | Division 2  | 3e                          | -                           |
| 2006-2007 | 2      | Division 2  | 5e                          | -                           |
| 2007-2008 | 2      | Division 2  | 2e                          | -                           |
| 2008-2009 | 2      | Division 2  | 7e                          | -                           |
| 2009-2010 | 2      | Division 2  | 4e                          | -                           |
| 2010-2011 | 2      | Division 2  | 8e                          | -                           |
| 2011-2012 | 2      | Division 2  | 8e                          | -                           |
| 2012-2013 | 2      | Division 2  | 3e                          | -                           |
| 2013-2014 | 2      | Division 2  | 5e                          | -                           |
| 2014-2015 | 2      | Division 2  | 1er                         | -                           |
| 2015-2016 | 2      | Division 2  | 5e                          | -                           |
| 2016-2017 | 2      | Division 2  | 2e                          | -                           |
| 2017-2018 | 2      | Division 2  | 2e                          | -                           |
| 2018-2019 | 1      | Division 1  | 11e                         | 1/64e de finale             |
| 2019-2020 | 1      | Division 1  | 12e                         | Quarts de finale            |
| 2020-2021 | 1      | Division 1  | Annulée (pandémie COVID-19) | Annulée (pandémie COVID-19) |
| 2021-2022 | 1      | Division 1  | 13e                         | 1/8e de finale              |
| 2022-2023 | 1      | Division 1  | 15e                         | -                           |

### Féminin
| Saison    | Niveau | Championnat | Rang                        | Coupe de Belgique           |
| --------- | ------ | ----------- | --------------------------- | --------------------------- |
| 2012-2013 | 2      | Division 2  | 7e                          | -                           |
| 2013-2014 | 2      | Division 2  | 3e                          | -                           |
| 2014-2015 | 2      | Division 2  | 3e                          | -                           |
| 2015-2016 | 2      | Division 2  | 1er                         | -                           |
| 2016-2017 | 1      | Division 1  | 8e                          | -                           |
| 2017-2018 | 1      | Division 1  | 8e                          | -                           |
| 2018-2019 | 2      | Division 2  | 2e                          | -                           |
| 2019-2020 | 2      | Division 2  | Annulée (pandémie COVID-19) | Annulée (pandémie COVID-19) |
| 2020-2021 | 1      | Division 1  | Annulée (pandémie COVID-19) | Annulée (pandémie COVID-19) |
| 2021-2022 | 1      | Division 1  | 9e                          | 1/8e de finale              |
| 2022-2023 | 1      | Division 1  | 9e                          | 1/8e de finale              |
| 2023-2024 | 1      | Division 1  | 10e                         | 1/8e de finale              |

## Palmarès

### Masculin
- Division 2 (1)
  - Champion en 2015
  - Vice-champion en 1996, 2008, 2017 et 2018
  - 3e en 1999, 2006 et 2013

### Féminin
- Division 2 (1)
  - Champion en 2016
  - Vice-champion en 2019
  - 3e en 2014 et 2015

1. ↑  Seuls les principaux titres en compétitions officielles sont indiqués ici.